# Szász Ferenc Andor
Szász Ferenc Andor (Kisújszállás, 1931. december 16. – Budapest, 1989. május 11.) magyar matematikus.

## Pályafutása
Elemi iskolai és gimnáziumi tanulmányait végig kitűnővel végezte Kisújszálláson, és 7,00 (kitűnő) átlaggal érettségizett.
- 1950-től matematika-fizika-ábrázolásgeometria-tanár szakos egyetemi hallgató a debreceni Kossuth Lajos Tudományegyetemen.
- 1954-55-ös tanévben egyetemi tanársegéd az egyetemi Matematikai Intézetben (Kossuth Lajos Tudományegyetem).
- 1955-56-ban tanár a debreceni Csokonai Gimnáziumban.
- 1956-59 között Budapesten algebrából aspiráns dr. Fuchs László vezetése mellett.
- 1960. március 10-én: kandidátus.
- 1973. október 30-án: a matematikai tudományok doktora.

Beosztások: 1968-ban: tudományos főmunkatárs, 1980. július 1-től: tudományos tanácsadó.
A Bolyai János Matematikai Társulat (BJMT) tagja.
Dolgozatok: algebra, ezen belül: gyűrűk, topológikus gyűrűk, radikálok, modulusok, Abel-csoportok, végtelen nem-kommutatív csoportok, félcsoportok, hálók, hálószemen rendezett grupoidok, univerzális algebrák és kategóriák elmélete témakörében.

## Könyvei
- Radikale der Ringe, Akadémiai Kiadó (1975), ISBN 978-9630502276
- Radicals of Rings,  J. Wiley (1981), ISBN 978-0471275831

Művei elérhetők a Magyar Tudományos Művek Tárában.